# トレボール
トレボール（Trebor, 活動：1380年 - 1400年）は14世紀の作曲家。ポリフォニックなシャンソンを作った。
ナバラ王国をはじめとする南西ヨーロッパの宮廷で活動した。もしかしたら、同時代の他の国の史料に出てくる Triboll、Trebol、Borletと同一人物の可能性もある。ちなみに彼の名前を逆さに書くとRobertになる。
トレボールの作品は、アルス・スブティリオルと呼ばれる様式と切り離せない。現存する彼の6つの曲も、アルス・スブティリオルの曲を収めたシャンティー写本に含まれている。そのうち何曲かは、たとえば1388年から1389年にかけてのアラゴン王国のサルデーニャ支配、フォワ伯ガストン3世の統治といった歴史的事件を歌っている。トレボールの曲は当時のアヴィニョンの作曲家たちにはよく知られていて、たとえば、グリマス、フランソワ・アンドリューなどは自分たちの曲にトレボールの曲を引用をしている。トレボールで注目すべきは、置換シンコペーションとサステインした（長く音の持続した）和音の使用で、前者は14世紀後期フランスの音楽様式の目立った特徴の一つである。
トレボールの曲とされているもの（ほとんどがシャンティー写本に収められた曲であるが）は以下の通りである。
- En seumeillant m’avint  une vision
- Se July Cesar, Rolant et roy Artus
- Se Alixandre et Hector fussent en vie[ヘルプ/ファイル]
- Quant joyne cuer en may est amoureux
- He, tres doulz roussignol joly
- Passerose de beaute
- Helas! pitie envers moy dort si fort